# 앨리스 글래스
앨리스 글래스(Alice Glass, 1988년 8월 23일 ~ )는 캐나다의 싱어송라이터이다. 음악 그룹 크리스탈 캐슬스의 창립자이자 과거 보컬리스트였다. 2014년부터는 솔로로 활동하고 있다.

## 일대기
앨리스 글래스는 캐나다 출신의 그룹 Crystal Castles의 보컬 리스트이자 작사가이다. 그녀는 1988년 토론토, 온타리오주에서 태어난다. 그녀는 14살의 나이에 가출을 하여 비공개 펑크 커뮤니티에서 "Vicki Vale"이라는 이름으로 살기시작한다. 그럼에도 그녀는 학교를 계속 다니지만 졸업하기 바로 전 자퇴를 하게 된다. 또한 모두 여자로 이루어진 노이즈 펑크 밴드 "피터스 패탈" 을 결성핝다. 앨리스가 그녀의 밴드와 공연하는 것을 보고 크리스탈 캐슬의 멤버인 이던 캐스는 그녀에게 60곡이 담긴 CD를 주면서 5곡을 뽑하 가사를 써달라고 부탁한다. 그 후 그들은 앨리스가 작사한 5곡과 한곡을 더해 비공개로 녹음을 하기 시작한다. 그 후 영국의 레코드 회사인 메록 레코드 사와 6개의 트랙을 추가해 Alice Practice라는 앨범을 발매한다. 앨리스는 앨범발매 전까지 음악 트랙이 존재하는지, 어떻게 녹음 된지 몰랐다고 말했다.
2008년 3월 앨리스는 교통사고로 인해서 3개의 갈비뼈가 부러지는 사고를 당했다. 의사는 앨리스에게 적어도 6주의 휴식을 취하라고 하지만 그녀는 투어를 계속 이어간다.
2011년 1월 18일 앨리스는 발목이 부러지는 부상을 당해 발목에 붕대를 한체 도쿄에서 공연을 한다. 그녀의 의사의 만류에도 불구하고 그녀는 5달동안 투어를 계속 이어나간다.
2012년 영국의 브릭스턴 아카데미에서의 퍼포밍 중 조그마한 사당을 올려놓고 공연을 했다. 팬들은 의아해 했고 공연 관계자들은 사당에 대해 앨리스에게 설명을 해달라고 부탁했다. 앨리스는 "Wrath of God" 을 부르기 전에 그 사당은 크리스털 캐슬스 의 친구 이자 공연 하루전에 18세의 나이로 세상을 떠난 "코너"를 위한 것 이라고 말했다. 그녀는 설명을 이어나가며 :"인생은 정말 불공평해... 그리고 이세상에 신 이란 없어,천국 도 없지, 이세상엔 아무것도 없어." 라고 말했다.

## 음반 목록

### EP
- Alice Glass (2017)